# Sergio Martos Gornés
Sergio Martos Gornés (* 19. Oktober 1994 in Ciutadella) ist ein spanischer Tennisspieler.

## Karriere
Martos Gornés spielte auf der ITF Junior Tour. Dort konnte er mit Rang 353 seine höchste Notierung in der Jugend-Rangliste erreichen.
Bei den Profis spielte Martos Gornés ab 2012 regelmäßiger. Im Einzel konnte er auf der drittklassigen ITF Future Tour viermal – 2014, zweimal 2015 und 2018 – das Halbfinale erreichen. In der Tennisweltrangliste kam er bis auf Platz 726 im Juli 2015. Im Doppel ist er deutlich erfolgreicher. 2014 gewann er dort seine ersten drei Future-Titel. 2015 kam er durch zehn weitere solcher Titel, allesamt gewonnen mit Pol Toledo Bagué, bis in die Top 300 der Doppel-Rangliste. In den folgenden Jahren spielte er weiterhin hauptsächlich Futures, obwohl er durch sein Ranking auch bei Challengers schon spielberechtigt wäre. 2017 stand er in Sevilla erstmals in einem Challenger-Halbfinale, genau wie 2018 in Barletta. 2016, 2017 und 2019 gewann er vier, 2018 sogar fünf Futuretitel. Erst 2019 begann er jedoch auch bei Challengers häufiger an den Start zu gehen. Neben zwei Halbfinals zog er in Sevilla und Barcelona auch zweimal ins Endspiel ein. Mit seinem dritten Endspiel 2020 in Launceston kam er bis auf Platz 182, in Guayaquil verlor er auch sein viertes Finale in Folge. In Las Palmas, Biella, Pozoblanco und verlor er in der Folge ebenfalls erst im letzten Match, ehe Martos Gornés auf Mallorca sein achtes Endspiel gewinnen konnte. Nach einer Finalniederlage in Sevilla gewann er dann seinen zweiten Titel in Neapel. Das Jahr beendete er mit einer weiteren Niederlage beim Finale in Forlì. Er beendete das Jahr auf Platz 148 der Welt, mit Rang 142 hatte er kurz zuvor seinen Karrierebestwert erreichen können. 2022 verlief bisher ohne weitere Höhepunkte.

## Erfolge
| Legende (Anzahl der Siege) |
| Grand Slam                 |
| ATP Finals                 |
| ATP Tour Masters 1000      |
| ATP Tour 500               |
| ATP Tour 250               |
| ATP Challenger Tour (7)    |

### Doppel

#### Turniersiege
| Nr. | Datum             | Turnier    | Belag     | Partner                | Finalgegner                         | Ergebnis         |
| --- | ----------------- | ---------- | --------- | ---------------------- | ----------------------------------- | ---------------- |
| 1.  | 5. September 2021 | Mallorca   | Hartplatz | Karol Drzewiecki       | Fernando Romboli Jan Zieliński      | 6:4, 4:6, [10:3] |
| 2.  | 17. Oktober 2021  | Neapel     | Sand      | Marco Bortolotti       | Dustin Brown Andrea Vavassori       | 6:4, 3:6, [10:7] |
| 3.  | 13. August 2022   | San Marino | Sand      | Marco Bortolotti       | Ivan Sabanov Matej Sabanov          | 6:4, 6:4         |
| 4.  | 21. Januar 2023   | Teneriffa  | Hartplatz | Victor Vlad Cornea     | Patrik Niklas-Salminen Bart Stevens | 6:3, 6:4         |
| 5.  | 17. Februar 2024  | Manama     | Hartplatz | Petros Tsitsipas       | Vasil Kirkov Patrik Niklas-Salminen | 3:6, 6:3, [10:8] |
| 6.  | 8. Juni 2024      | Prostějov  | Sand      | Iwan Ljutarewitsch     | Matwé Middelkoop Philipp Oswald     | 6:1, 6:4         |
| 7.  | 21. Juni 2025     | Posen      | Sand      | Vijay Sundar Prashanth | Alexandru Jecan Bogdan Pavel        | 2:6, 7:5, [10:8] |